# Mortaiseuse à bois

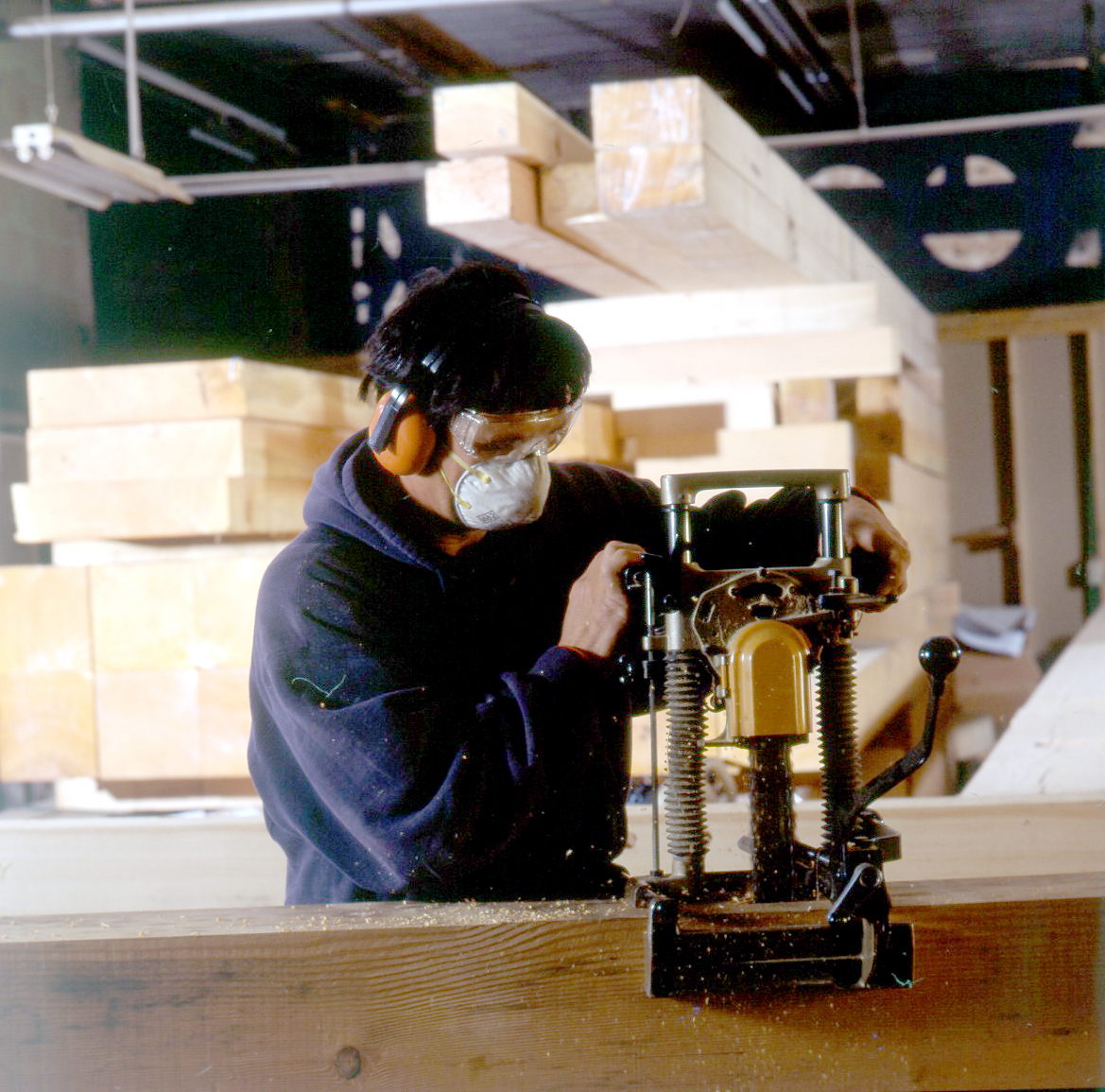
Ouvrier utilisant une mortaiseuse à chaîne (États-Unis, 2005).

Une mortaiseuse à bois est une machine-outil qui sert à l'usinage du bois. Elle est utilisée pour la réalisation de mortaises. Une telle opération d'usinage porte le nom de mortaisage.

## Différents types de mortaiseuses

### La mortaiseuse à mèche

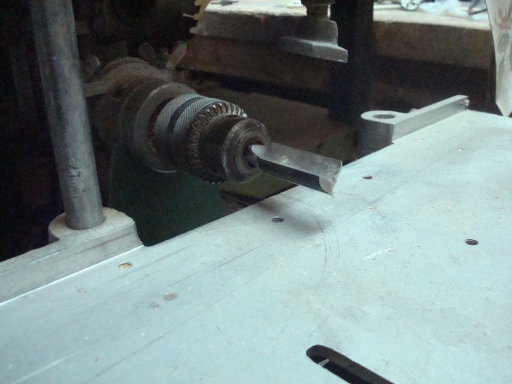
Nez d’une mortaiseuse à mèches.
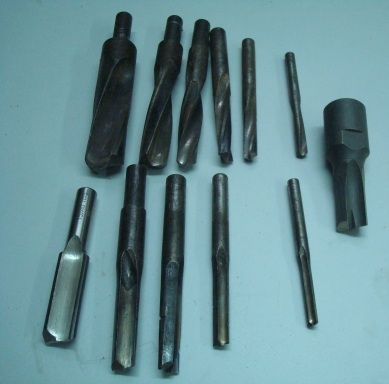
Mèches à mortaiser.

Elle ressemble à une perceuse horizontale. Après le réglage de la hauteur, on utilise, selon la machine, des manivelles ou des leviers pour manipuler l'outil horizontalement et verticalement. La table est munie de butées dans les deux sens de travail. On évide la mortaise à l'aide d’outil du type foret mais avec une forme hélicoïdale plus longue. La finition se fait avec des mèches à arêtes parallèles. 
- Avantages :
  - Les joues et le fond de la mortaise sont rectilignes.
  - l’utilisation est simple et rapide.
- Inconvénients : Les abouts de la mortaise sont arrondis ce qui nécessite soit un équarrissage manuel, soit de chanfreiner les tenons.

### La mortaiseuse à chaîne

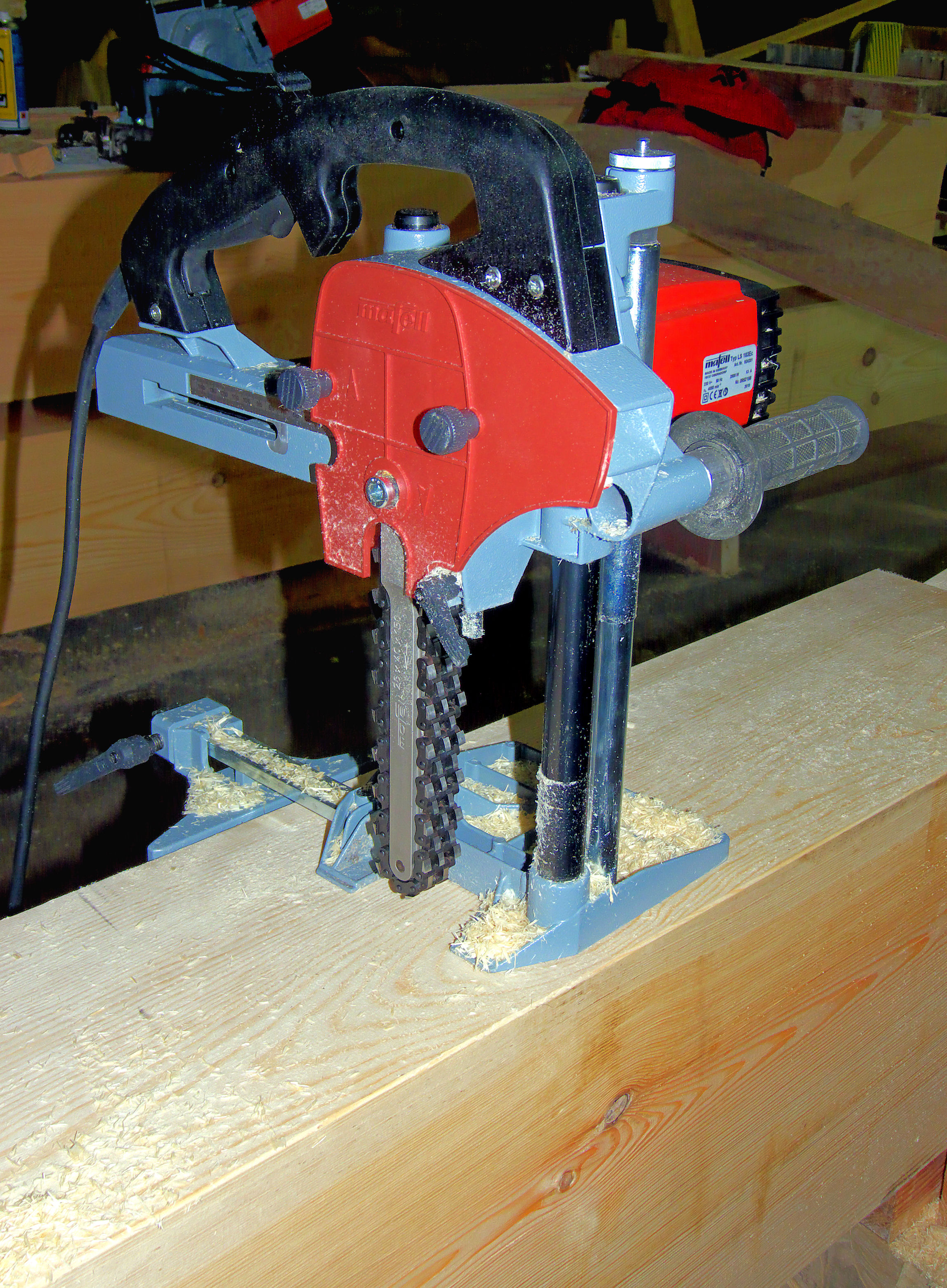
Une mortaiseuse à chaîne.

L'outil est une chaîne tronçonneuse à l'extrémité arrondie. Elle opère en général verticalement mais il existe des modèles horizontaux. La largeur de coupe peut être modifiée en adaptant des guides de différentes largeurs (30 à 80 mm), avec des coupes d’onglet jusqu’à 60°. En version portative, cette machine s’adapte très facilement sur les pièces à usiner et est très utilisée dans le domaine de la menuiserie et surtout par les charpentiers pour l’usinage d’assemblages des grosses pièce de charpente.  
- Avantages :
  - La mise en œuvre est simple,
  - les abouts et les joues de la mortaise sont rectilignes,
  - grande profondeur de coupe (200 mm et plus),
  - inclinable,
  - les modèles portatifs faciles à fixer sur pièce à usiner (pièces de charpente).
- Inconvénients : 
  - L'extrémité arrondie de l'outil donne cette forme au fond de la mortaise. Grand risque d'éclats sur l'about de la mortaise en sortie de l'outil.

### La mortaiseuse à un couteau
Pour le travail en série, la machine travaille horizontalement, alors que pour le travail plus léger, des machines portatives s’adaptent sur la pièce à usiner pour un travail le  plus souvent vertical. Ces machines sont équipées d’un porte-outil vibrant et l'outil est une sorte de  bédane mécanique comportant plusieurs dents sur deux ou trois arêtes. Des bédanes monoblocs comportent une denture sur l’arête avant légèrement arrondie. Des pare-éclats viennent protéger les abouts de la mortaise pendant l'usinage sur les machines portatives.
- Avantages  : Les abouts et joues de la mortaise sont rectilignes.
- Inconvénients : Le fond de la mortaise n'est pas parfaitement plat.

### La mortaiseuse à trois couteaux
Il s'agit d'une mortaiseuse équipée d’un couteau central qui découpe la mortaise et de deux couteaux latéraux travaillant par oscillation pour équarrir les abouts de la mortaise. Ceux-ci viennent rectifier les imperfections du fond de la mortaise laissées par une mortaiseuse à un couteau.
- Avantages : La mortaise semble avoir été façonnée manuellement.
- Inconvénients : La mise en œuvre nécessite de l'expérience.

### La mortaiseuse à larder

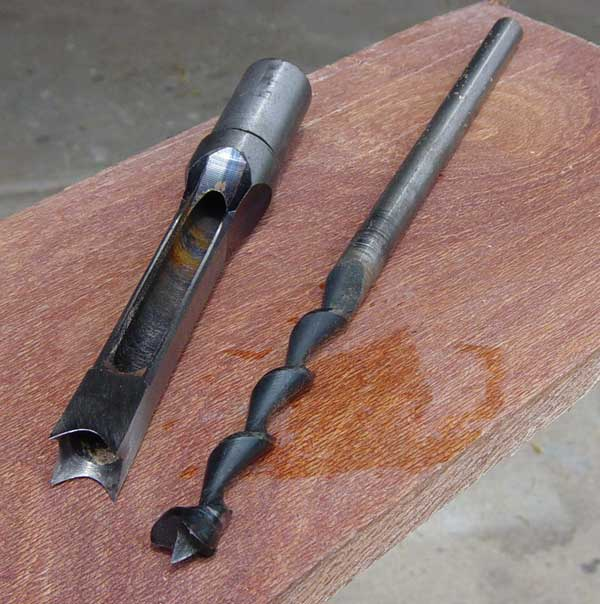
Outil à larder sur mortaiseuse.
Lardage d'un trou carré (animation).

Ce type de matériel, connu déjà dans les années 1930, relancé brièvement dans les années 1960, revient d’actualité grâce à l’évolution des machines-outils et la demande des entreprises d’ébénisterie pour la production grande-série.
Pour le travail de série, les machines travaillent horizontalement alors que pour le petit artisanat ou le bricolage, des petites machines portatives, similaires à des perceuses, travaillent verticalement.
Cette machine utilise un outil à larder, appelé aussi bédane carré,  qui se compose de deux éléments :
- l’élément extérieur de forme carré, généralement à la dimension de la mortaise à réaliser,
- l’élément interne qui est un foret en forme de triangle de Reuleaux qui tourne librement à l’intérieur du premier élément.

Le mortaisage se fait en plusieurs « perçages » tangents.